# Bergtjärnen (Grangärde socken, Dalarna)
Bergtjärnen är en sjö i Ludvika kommun i Dalarna och ingår i Norrströms huvudavrinningsområde.